# سوشیتسه (ناحیه پرروف)
سوشیتسه (به چکی: Sušice) یک منطقهٔ مسکونی در جمهوری چک است که در ناحیه پرروف واقع شده‌است. سوشیتسه ۴٫۸۴ کیلومتر مربع مساحت و ۳۳۵ نفر جمعیت دارد و ۲۳۳ متر بالاتر از سطح دریا واقع شده‌است.